# 水野信男
水野 信男（みずの のぶお、1937年（昭和12年）7月9日 - ）は、日本の民族音楽研究者、兵庫教育大学名誉教授。

## 経歴
1937年、岐阜県生まれ。東京藝術大学大学院修士課程を修了。
島根大学教育学部助教授となり、兵庫教育大学教授に就いた。国立民族学博物館教授を併任。2001年に兵庫教育大学を定年退官し、名誉教授となった。2003年、学位論文『ウンム・クルスーム：ウンマのなかの音』を大阪大学に提出して文学博士号を取得。
2024年（令和6年）8月26日、正四位に叙された。

## 受賞・栄典
- 2017年4月：瑞宝中綬章[4]
- 2024年8月：正四位[3]

## 著作

### 著書
- 『ユダヤ民族音楽史』六興出版 1980
- 『ユダヤ教の聖歌』エルサレム宗教文化研究所 エルサレム文庫 1986
- 『ユダヤ音楽の歴史と現代』アカデミア・ミュージック 1997
- 『地球音楽紀行 音の風景』音楽之友社 1998
- 『ユダヤ音楽の旅』ミルトス 2000
- 『音楽のアラベスク ウンム・クルスームの歌のかたち』世界思想社 2004
- 『風と音のかよう道 新・地球音楽紀行』音楽之友社 2005
- 『地球音楽出会い旅 日本各地の暮らしの歌から世界の諸民族の響きまで、時代を越えた音紀行』スタイルノート 2007
- 『地球音楽出会い旅 2 中東・北アフリカの音を聴く 民族音楽学者のフィールドノート』スタイルノート 2008
- 『地球音楽出会い旅 3 音の大地を歩く 民族音楽学者のフィールドノート』スタイルノート 2012

### 共著編
- 『山陰のわらべうた 中海周辺および隠岐・子どもの遊び歌資料集成』編、島根大学音楽ゼミナール 「山陰のわらべうた」刊行会 1981
- 『民族音楽叢書 4 儀礼と音楽 1(世界宗教・民族宗教編) 』責任編集 東京書籍 1990
- 『民族音楽学の課題と方法 音楽研究の未来をさぐる』編 世界思想社 2002
- 『諸民族の音楽を学ぶ人のために』櫻井哲男共編 世界思想社 2005
- 『アラブの音文化 グローバル・コミュニケーションへのいざない』西尾哲夫・堀内正樹共編 スタイルノート 2010
- 『中東世界の音楽文化〜うまれかわる伝統』（西尾哲夫共編・スタイルノート）2016

### 翻訳
- 『ツィーグラー 耳から学ぶピアノ教本のために』ベアタ・ツィーグラー著、長岡敏夫共訳、音楽之友社 1969
- 『ヘンデル/協奏曲』S.セイディ著、東芝EMI音楽出版 BBC・ミュージック・ガイド・シリーズ 1982
- 『名曲の旋律学 クラシック音楽の主題と組立て』ルードルフ・レティ著、岸本宏子共訳 音楽之友社 1995

## 参考
- 水野信男／著「音の大地を歩く　民族音楽学者のフィールドノート」｜セブンネットショッピング 2022年10月閲覧